# Le Tremblay-Omonville
Le Tremblay-Omonville település Franciaországban, Eure megyében. Lakosainak száma 383 fő (2022. január 1.). Le Tremblay-Omonville Épreville-près-le-Neubourg, Le Neubourg, Crosville-la-Vieille, Sainte-Colombe-la-Commanderie és Combon községekkel határos.

## Történelem
1953-ig Omonville önálló kis falucska volt, amikor is Le Tremblay-jel egyesült és a mai település kialakult.

## Népesség
A település népességének változása:
| Lakosok száma | 138  | 187  | 241  | 283  | 312  | 332  | 340  | 348  | 369  | 383  |
|               | 1962 | 1975 | 1990 | 2006 | 2010 | 2013 | 2016 | 2018 | 2020 | 2022 |

## Nevezetességek
- A XVIII. századi Château d’Omonville (Omonville kastélya) 1948-tól hivatalosan történelmi műemléknek számít.[2] Jelenleg a Rózsakeresztes rend tulajdonában áll és a Francia-nyelvű Joghatóság Nagypáholya működik falai között.[3] A Rend korábbi francia nemzetiségű imperátora, Christian Bernard (jelenleg Nyugalmazott Imperator) itt működtette hivatalát.

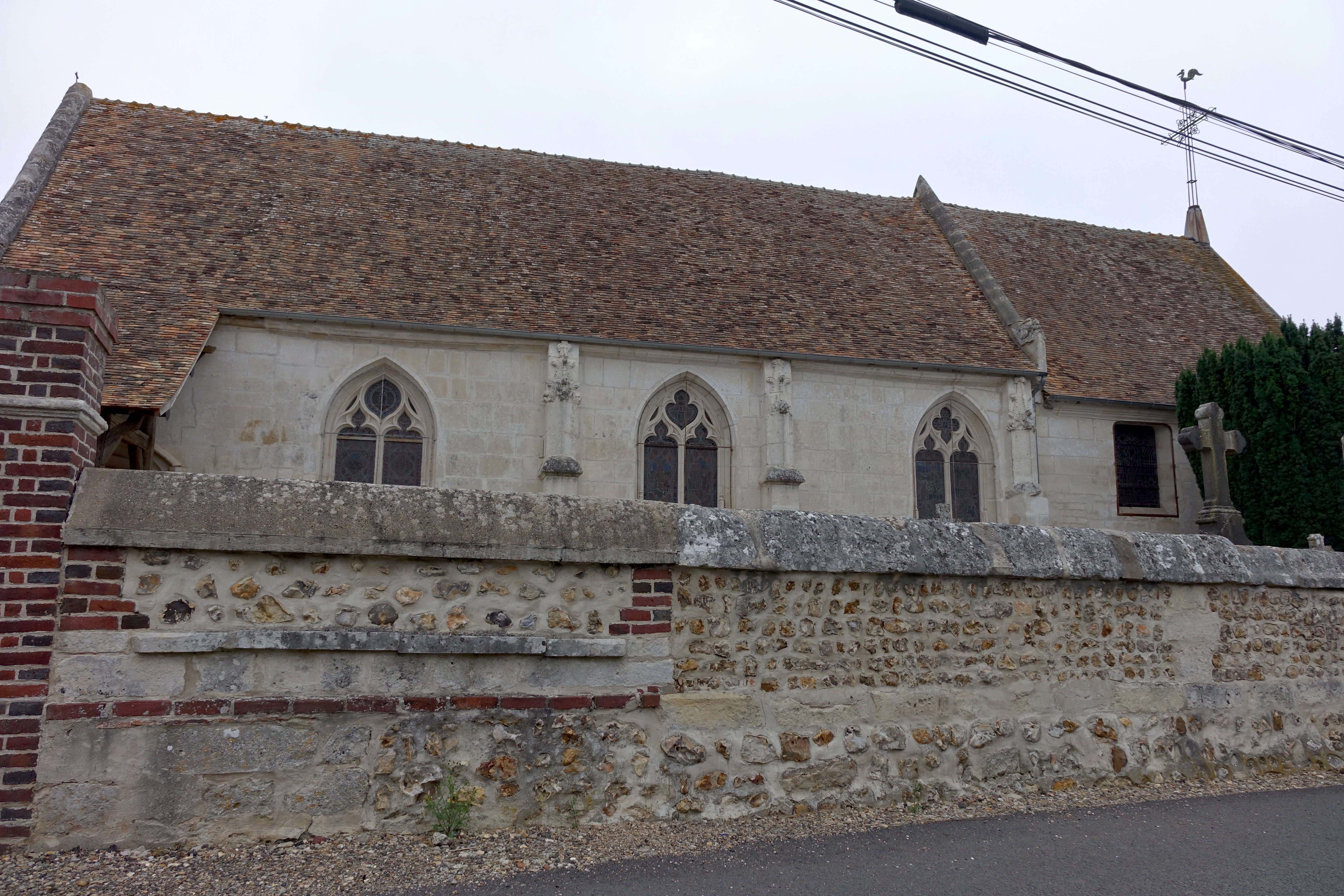
Szent Márton plébániatemplom.

- Szent Márton plébániatemplom.